# Мелеагър (Македония)
Мелеагър (на старогръцки: Μελέαγρος) е цар на Древна Македония през 279 г. пр. Хр.

## Биография
Мелеагър е брат на Птолемей Керавън и син на египетския цар Птолемей I Сотер и Евридика I, дъщеря на македонския военачалник Антипатър. Управлява Македония два месеца през 279 г. пр. Хр. след смъртта на брат си и е свален заради несправяне с келтите, които нахлуват на Балканския полуостров. Негов наследник e Антипатър II Етесий, племенникът на Касандър.